# Timothy Herman
Timothy Herman (Oudenaarde, 19 oktober 1990) is een Belgische atleet, die zich toelegt op het speerwerpen. Op dit onderdeel werd hij tot op heden elfmaal Belgisch kampioen. Hij is bovendien de eerste Belgische speerwerper die zowel op een Europees kampioenschap als op een Wereldkampioenschap tot de finale wist door te dringen. Hij nam eenmaal deel aan de Olympische Spelen.

## Biografie
Timothy Herman doet al sinds 1998 aan atletiek. Hij is de kleinzoon van wijlen atleet Frans Herman. Aanvankelijk was hij aangesloten bij KASVO Oudenaarde, Racing Club Gent Atletiek, Vlierzele Sportief en in 2011 stapte hij over naar Atletiekclub Meetjesland, waar hij wordt getraind door Luc Van Maldegem en Johan Kloeck.
In 2011 won Herman het speerwerpen op de BK Games in Hengelo en werd hij derde op de Belgische kampioenschappen alle categorieën in Brussel. Een jaar later eindigde hij bij dezelfde kampioenschappen één treetje hoger. In 2012 won hij het speerwerpen op de Klaverblad Arena Games te Hilversum.
Tussen 2014 en 2025 werd Herman elfmaal Belgisch kampioen speerwerpen. Begin 2019 slaagde hij er op de Vlaamse kampioenschappen in Heusden voor het eerst de tachtig meter te overschrijden.
In 2022 nam Herman deel aan de Europese kampioenschappen in München. Hij kon zich plaatsen voor de finale, waarin hij een tiende plaats haalde. Het jaar nadien verbeterde hij op de Kip Keino Classic in Nairobi het 24 jaar oude record van Johan Kloeck naar 87,35 m. Hij plaatste zich met deze prestatie voor de wereldkampioenschappen in Boedapest later dat jaar. Hij won ook de wedstrijd door Anderson Peters uit Grenada te kloppen.
Met zijn in mei geworpen PR van 87,35 m stond Herman aan het eind van 2023 op de wereldjaarranglijst op de zesde en op de Europese jaarranglijst zelfs op de derde plaats. Als een resultaat van zijn in 2023 geleverde prestaties stond hij januari tot en met september 2024 onder contract bij Sport Vlaanderen.

## Belgische kampioenschappen
| Onderdeel   | Jaar                                                            |
| ----------- | --------------------------------------------------------------- |
| speerwerpen | 2014, 2015, 2016, 2018, 2019 2020, 2021, 2022, 2023, 2024, 2025 |

## Persoonlijk record
| Onderdeel   | Prestatie    | Datum       | Plaats  |
| ----------- | ------------ | ----------- | ------- |
| speerwerpen | 87,35 m (NR) | 13 mei 2023 | Nairobi |

## Prestatieontwikkeling
| Jaar | Afstand |
| ---- | ------- |
| 2012 | 78,98 m |
| 2013 | 74,03 m |
| 2014 | 77,69 m |
| 2015 | 77,46 m |
| 2016 | 73,47 m |
| 2017 | 71,38 m |
| 2018 | 79,41 m |
| 2019 | 80,48 m |
| 2020 | 78,75 m |
| 2021 | 80,27 m |
| 2022 | 78,35 m |
| 2023 | 87,35 m |
| 2024 | 79,94 m |
| 2025 | 78,38 m |

## Palmares
speerwerpen
- 2007: 5e EYOF te Belgrado - 68,78 m
- 2009: 4e BK AC - 67,21 m
- 2010:  BK AC - 68,87 m
- 2011:  FBK Games - 72,55 m
- 2011:  BK AC - 67,73 m
- 2011: 14e Europese Cup Winterwerpen - 63,73 m
- 2012: 11e Europese Cup Winterwerpen (U23) - 66,68 m
- 2012:  BK AC - 73,46 m
- 2013: 13e Europese Cup Winterwerpen - 70,51 m
- 2013:  BK AC - 72,97 m
- 2014:  BK AC – 75,00 m
- 2015:  BK AC – 71,07 m
- 2016:  BK AC – 72,10 m
- 2017:  BK AC - 67,24 m
- 2018:  BK AC – 75,62 m
- 2019:  BK AC – 78,37 m
- 2020:  BK AC – 77,53 m
- 2021:  BK AC – 71,52 m
- 2022:  BK AC – 75,28 m
- 2022: 10e EK in Munchen – 74,84 m (in kwal. 77,20 m)
- 2023: 4e Europese Cup Winterwerpen - 77,48 m
- 2023:  Kip Keino Classic in Nairobi – 87,35 m (NR)
- 2023:  EK voor landenteams in Chorzów - 81,67 m
- 2023:  BK AC – 80,26 m
- 2023: 12e WK te Boedapest - 74,56 m (in kwal. 80,11 m)
- 2024:  Kip Keino Classic - 79,94 m
- 2024: 5e Golden Spike Ostrava - 75,37 m
- 2024:  BK AC - 78,19 m
- 2024: 10e in kwal. EK in Rome - 77,35 m
- 2024: 10e in kwal. OS in Parijs - 79,42 m
- 2024: 6e ISTAF - 77,61 m
- 2024: 7e Memorial Van Damme - 76,46 m
- 2025:  BK AC - 76,36 m